# أوين (اسم)
أوين (بالإنجليزية: Owen)‏ هو اسم علم شخصي مذكر إنجليزي من أصل غالي. أوين هو النسخة الغالية لإسم أوجين اليوناني وألذي يعني رفيع الشأن. يعتبر من أشهر الأسماء في إنجلترا وتعود شهرته نسبةً للقديس أودوين القديس الفرنسي ألذي يشر بالمسيحية في بريطانيا.

## الشخصيات
- أوين ويستر مؤرخ أمريكي
- أوين هارت لاعب كرة قدم إنجليزي
- أوين هارغريفز لاعب كرة قدم إنجليزي
- أوين ويلسون ممثل أمريكي
- أوين برادلي موسيقي أمريكي
- أوين ماكنيل سياسي أيرلندي
- أوين تيل ممثل ويلزي
- أوين تشمبرلين عالم فيزياء أمريكي
- أوين تومسون سياسي اسكتلندي
- أوين تشيرشل بحار أمريكي
- أوين جونز صحفي أمريكي
- أوين دول متسابق دراجات هوائية ويلزي
- أوين ديفيس كاتب سيناريو أمريكي
- أوين ديفيدسون لاعب كرة مضرب أمريكي
- أوين دانيلز لاعب كرة قدم أمريكية
- أوين روزمان مصور سينمائي أمريكي
- أوين ريتشاردسون عالم فيزياء بريطاني
- أوين سميث سياسي بريطاني
- أوين شميت لاعب كرة قدم أمريكية
- أوين غليندور متمرد ويلزي
- أوين فاريل لاعب رغبي إنجليزي
- أوين فرانكس لاعب رغبي نيوزلندي
- أوين كاي جاريوت رائد فضاء وطيار أمريكي
- أوين كينغ روائي أمريكي
- أوين كويل لاعب كرة قدم أيرلندي
- أوين لويس كاهن كاثوليكي ويلزي
- أوين مور ممثل أيرلندي
- أوين ماكان كاهن كاثوليكي جنوب أفريقي
- أوين موران ملاكم إنجليزي
- أوين نولان لاعب هوكي جليد كندي
- أوين يومان ممثل ويلزي
- أوين يونغ دبلوماسي ورجل أعمال أمريكي